# 石扇镇
石扇镇是中国广东省梅州市梅县区下辖的一个镇，位于梅县区东北部，距梅县区新城20公里,总面积为91.4平方公里，常住居民人口约为2.1万人，辖下设12个村民委员会和1个居民委员会，利用石灰石、煤炭资源发展起来的乡镇企业水泥厂是辖区的经济支柱，另外，梅县区最大的优质金柚商品生产基地设于镇内。

## 行政区划
- 居民委员会：石扇圩镇居民委员会
- 村落：中和村、新东村、银钱村、三坑村、松林村、巴庄村、加庄村、红南村、建新村、中村村、村南村、西南村